# 塔拉斯·普罗哈斯科
塔拉斯·普罗哈斯科（烏克蘭語：Тарас Богданович Прохасько，1968年5月16日—），生于伊万诺-弗兰科夫斯克，乌克兰小说家、散文家和记者。与尤里·安德鲁霍维奇一起是斯坦尼斯拉夫现象的重要代表人物。普罗哈斯科的写作常被认为具有神秘现实主义特色，小说《不简单》被比作加夫列尔·加西亚·马尔克斯的《百年孤独》。普罗哈斯科本科学习生物学，因其深沉和冥想的性格，其散文作品被认为具有"植物哲学"的特点。